# Karl Winter (Dechant)
Karl Winter (* 1733 in Glatz; † 1810 vermutlich ebenda) war ein römisch-katholischer Priester und Dechant der bis 1763 böhmischen Grafschaft Glatz.

## Leben
Karl Winter besuchte als Priesteramtskandidat das Jesuitenkolleg Glatz. Nach der Priesterweihe 1758 wurde er als Kaplan der Kirche Jakobus der Ältere in Rengersdorf und 1764 als Pfarrer der Kirche Johannes der Täufer in Rückers eingesetzt. Obwohl die Ernennungsrechte dem Majoratsherrn Karl von Althann zustanden, wurde er 1767 von der preußischen Regierung zum Pfarrer der Corpus-Christi-Pfarrkirche in Mittelwalde ernannt. Zugleich berief ihn der Prager Erzbischof Wilhelm Florentin von Salm-Salm zum Dechanten der Grafschaft Glatz. Später wurde ihm der päpstliche Ehrentitel eines Apostolischen Protonotars verliehen. 
Als die Grafschaft Glatz nach dem Hubertusburger Frieden 1763 an Preußen gefallen war, erwarb sich Karl Winter entsprechend dem preußischen Generallandschulreglement, dem 1767 die Reform des Schulwesens folgte, erhebliche Verdienste um die Hebung der Schulbildung in der Grafschaft. Unterstützt wurde er hierbei durch den Saganer Abt des Augustiner-Chorherrenstifts Ignaz Felbinger, der im Auftrag der preußischen Regierung die Schulverhältnisse in Schlesien und der Grafschaft Glatz reformieren und damit verbessern sollte.
Am 22. Oktober 1782 weihte Karl Winter in Vertretung des Prager Erzbischofs Anton Peter Příchovský von Příchovice die  Wallfahrtskirche Maria Schnee auf dem „Spitzigen Berg“ bei Wölfelsgrund ein.
Nach über 40-jähriger Tätigkeit musste Karl Winter 1808 sein Amt wegen zunehmender Erblindung aufgeben. Nachfolger wurde Joseph Knauer, der 1810 durch die preußische Regierung als erster Dechant zum Großdechanten ernannt wurde.
Der Glatzer Heimatforscher Franz Volkmer lobte Winters Verdienste um die Kirchenpolitik, die Seelsorge und die Wissenschaft. Zudem bezeichnete er ihn als einen der „bekanntesten und tüchtigsten Dechanten“. In der Seelsorge konnte Karl Winter im Glatzer Land die Zahl der Pfarreien von 40 auf 46 erhöhen.